# Торопово (Кичменгско-Городецкий район)
Торопово — деревня в Кичменгско-Городецком районе Вологодской области.
Входит в состав Городецкого сельского поселения, с точки зрения административно-территориального деления — в Кичменгский сельсовет.
Расстояние до районного центра Кичменгского Городка по автодороге составляет 2 км. Ближайшие населённые пункты — Раменье, Решетниково, Кичменгский Городок.
Население по данным переписи 2002 года — 136 человек (62 мужчины, 74 женщины). Всё население — русские.